# Operazione Provide Comfort
Le operazioni Provide Comfort e Provide Comfort II (lett. "fornire ristoro") furono due operazioni militari durante la guerra del Golfo a cui presero parte gli Stati Uniti e alcuni alleati (Australia, Francia, Paesi Bassi, Regno Unito, Turchia, Spagna e Italia).
Le operazioni ebbero luogo tra il marzo 1991 e il 31 dicembre 1996 con lo scopo di difendere e portare aiuti umanitari ai curdi in fuga verso il nord dell'Iraq.

## L'operazione Provide Comfort
Le rivolte popolari del 1991 costrinsero l'esercito iracheno a sopprimere queste ribellioni in tutto il paese. Per paura che i massacri del 1988 si potessero ripetere migliaia di curdi fuggirono verso il confine turco a nord.
Il 3 marzo il generale statunitense Norman Schwarzkopf avvertì gli iracheni che i loro velivoli sarebbero stati abbattuti dagli aerei della Coalizione se fossero stati in volo sopra il paese. Il 20 marzo un F-15 Eagle americano abbatté un Sukhoi Su-22 Fitter (variante da esportazione dell'Su-17). Due giorni dopo un altro F-15 abbatté un Su-22 e un pilota iracheno si paracadutò in tempo dopo che il suo Pilatus PC-9 (aereo da addestramento) venne colpito da un caccia americano.
Il 5 aprile l'ONU approvò la risoluzione 688 con la quale premeva sull'Iraq perché cessasse le ostilità contro la sua stessa popolazione. Il 6 aprile l'operazione Provide Comfort iniziò a consegnare aiuti umanitari ai curdi e venne installata una No-fly zone sopra il 36º parallelo vegliata dall'aviazione degli Stati Uniti, della Francia e del Regno Unito. Piccole basi militari (formata da soldati americani, britannici, francesi e turchi) vennero installate in Turchia, vicino al confine con l'Iraq, per fornire aiuto alle popolazioni in fuga. Altre nazioni contribuirono come Paesi Bassi, Australia e Spagna.
Nel mese di aprile del 1991 prende l'avvio la partecipazione italiana alla missione con il lancio di generi di conforto, operazioni effettuate dall'Aeronautica Militare e gli Aviorifornitori della Folgore.
Il Governo italiano il 2 maggio 1991 decide di inviare un contingente di maggiore consistenza anche se un primo nucleo è in Iraq già dal 28 aprile. 
I primi reparti di ITALFOR "AIRONE" partono da Livorno il 3 maggio e il giorno successivo dagli aeroporti di Pisa e Caselle.
Quando scatta l'operazione le forze presenti sono:
- Iraq: 20 divisioni schierate nel nord del paese;
- Curdi: 80 000 guerriglieri;
- Iran: 8 divisioni schierate nella zona di confine;
- Turchia: un Corpo d'Armata sul confine turco-iracheno;
- Stati Uniti: circa 8 500 uomini che stanno organizzando un campo di raccolta nell'area di Zakho;
- Regno Unito: con un'aliquota di 2 500 uomini della 3 B. "Commando";
- Francia: con un contingente di circa 500 uomini;
- Germania: ha attivato un ponte aereo per il trasporto degli aiuti in Turchia;
- Olanda: ha inviato un btg. di "Marines" di circa 400 uomini che operano sotto il comando britannico;
- Spagna: sta inviando in Iraq un contingente di 600 uomini;
- Belgio: ha inviato in Iran 40 uomini per allestire un campo profughi.
Il Contingente italiano è composto, inizialmente, da 128 ufficiali, 272 sottoufficiali e 750 militari di truppa.
- navi traghetto civili, aerei della 46ª Aerobrigata e voli civili trasportano oltre 1 200 militari, 300 autoveicoli, 8 elicotteri e 1 300 tonnellate di materiali, con un impegno logistico di particolare rilevanza anche per i trasferimenti su rotabili con distanze dai 200 agli 800 km.
Nuclei di incursori del "Col Moschin" operano lungo la linea di demarcazione tra le forze contrapposte. Il 16 maggio tutto il contingente è pienamente operativo nelle sue componenti.
I paracadutisti hanno montato 646 tende per i profughi, il reparto di sanità ha effettuato uno screening sanitario su 4 700 profughi e prestato cure mediche a 600 individui.
Ad AIRONE viene assegnato un settore di responsabilità per la sicurezza nel quale incursori, carabinieri paracadutisti e paracadutisti effettuano pattugliamenti e posti di blocco.
Al termine di AIRONE vine deciso di far permanere sul suolo turco una componente residua di 200 uomini - AIRONE 2 - composta per lo più da incursori e carabinieri paracadutisti. Rientreranno in Italia il 9 ottobre.
(Fonte, Stato Maggiore dell'Esercito, Operazione Airone)
L'Italia prese parte all'operazione (denominata in Italia operazione Airone) inviando nel nord del Iraq il Reparto di sanità aviotrasportabile, appartenente alla Brigata alpina Taurinense che stabilì un ospedale da campo per l'assistenza alla popolazione nella città di Zacho (Curdistan iracheno) e la Brigata paracadutisti Folgore, nel Golfo Persico dal 21 aprile al 17 luglio 1991 hanno operato anche delle unità della Marina Militare. Il comandante delle forze italiane è stato il Generale di Divisione Mario Buscemi, mentre il Comandante della Brigata Paracadutisti Folgore è stato il Generale di Brigata Franco Monticone. A tutti i militari italiani partecipanti alla missione di pace è stata conferita la croce commemorativa dal Ministero della Difesa, l'attestato di Benemerenza dello Stato Maggiore dell'esercito a firma del Generale Goffredo Canino, Capo di Stato Maggiore dell'Esercito e il Certificate of Appreciation, a firma del generale John Shalikashvili e del Generale Mario Buscemi.
Il comandante dell'intera operazione fu il generale John Shalikashvili. L'operazione Provide Comfort si concluse il 24 luglio 1991.

## L'operazione Provide Comfort II
L'operazione Provide Comfort II ebbe inizio lo stesso giorno in cui Provide Comfort terminò il 24 luglio. Lo scopo dell'operazione era di prevenire un attacco iracheno alle popolazioni curde.
L'aiuto dell'ONU ai curdi costrinse nell'ottobre 1991 le truppe irachene ad abbandonare le zone occupate da tali popolazioni che ottennero così l'indipendenza.
Il 5 aprile 1992 le forze aeree iraniane bombardarono il territorio iracheno appartenente al Partito democratico curdo dell'Iran. A difendere i territori curdi (in Iraq) vi furono solo i velivoli dell'aviazione irachena mentre la Coalizione non impiegò alcun aereo.
Il 15 gennaio 1993 un sito di difesa aerea irachena aprì il fuoco su due F-111 americani. Il 17 gennaio un sistema di difesa aerea iracheno aprì il fuoco contro due F-16 dell'aviazione statunitense e un F-4 Phantom distrusse una stazione radar irachena che aveva preso di mira un aereo da ricognizione francese. Mezz'ora più tardi un altro F-16 distrusse un MiG-23 che stava sorvolando la No-fly zone. Il giorno seguente un gruppo di F-16 bombardò il campo d'aviazione di Bashiqa e gli F-4 distrussero diversi siti radar iracheni. Durante i mesi seguenti molti aerei di pattuglia americani vennero attaccati e risposero contro i siti della contraerea. Il 18 agosto 1993 entrarono in servizio in Turchia gli F-15E Strike Eagle americani. Tali aerei bombardarono una base missilistica irachena di SA-3 vicino a Mosul con l'ausilio dei sistemi di guida laser.
Il 9 dicembre 1995 gli F-4 Phantom conclusero il loro turno di servizio e da quel momento l'aviazione americana non utilizzò più suddetti velivoli.
Nell'agosto 1996 le truppe irachene intervennero contro i curdi nel nord dell'Iraq e gli americani risposero con il lancio di missili Tomahawk dalle navi da guerra nel golfo Persico contro obiettivi nemici nel Sud del paese (operazione Desert Strike).
L'operazione Provide Comfort II si concluse ufficialmente il 31 dicembre 1996 sotto pressione del governo della Turchia che voleva stringere buone relazioni diplomatiche con l'Iran e l'Iraq.
A questa lunga operazione seguì l'anno successivo l'operazione Northern Watch a cui la Francia decise di non prendere parte.

### Incidente dei Black Hawk del 1994
Il 14 aprile 1994 inspiegabilmente due caccia F-15 statunitensi, durante un pattugliamento, abbatterono due elicotteri Black Hawk dell'esercito americano con a bordo del personale militare di diverse nazioni.
Nell'incidente perirono 26 tra uomini e donne (15 americani, 2 britannici, 1 francese, 3 turchi, 4 curdi e 1 siriano).
Dopo l'incidente venne aperta un'inchiesta della corte marziale degli Stati Uniti.